# 石巻市立湊小学校
石巻市立湊小学校（いしのまきしりつみなとしょうがっこう）は、宮城県石巻市吉野町一丁目にある公立小学校。

## 沿革
出典：「石巻市立湊小学校 学校の概要」
- 1873年（明治6年）
  - 6月 - 田町96番地に開校
- 1874年（明治7年）
  - 7月 - 鹿妻に分校併設
- 1882年（明治15年）
  - 9月 - 現在地に移る。
- 1886年（明治19年）
  - 12月 - 湊尋常小学校となる。
- 1926年（大正15年）
  - 2月 - 鉄筋コンクリート校舎竣工
- 1940年（昭和15年）
  - 10月 - 校歌制定（作詞：白鳥省吾、作曲：下総皖一）、校旗樹立
- 1954年（昭和29年）
  - 4月 - 湊第二小学校開校に伴い学区縮小
- 1971年（昭和46年）
  - 5月 - 新校舎落成記念式典挙行
- 2002年（平成14年）
  - 4月 - 旧校舎（大正15年竣工）解体完了
- 2007年（平成19年）
  - 9月 - プレハブ校舎へ移転
- 2008年（平成20年）
  - 10月 - 新校舎使用開始
- 2011年（平成23年）
  - 5月 - 住吉中学校で間借り生活開始
- 2013年（平成25年）
  - 3月 - 仮設校舎竣工
- 2014年（平成26年）
  - 3月 - 吉野校舎改修工事完了
  - 4月 - 湊第二小学校と統合

## 通学区域
以下の通りである。
- 八幡町1丁目・2丁目
- 不動町1丁目・2丁目
- 湊町1丁目・2丁目・3丁目・4丁目
- 吉野町1丁目・2丁目・3丁目
- 川口町1丁目・3丁目
- 大門町3丁目
- 明神町1丁目・2丁目
- 魚町1丁目・2丁目・3丁目
- 松並1丁目・2丁目
- 緑町1丁目・2丁目
- 伊原津1丁目・2丁目
- 湊西1丁目・2丁目・3丁目
- 湊東1丁目・2丁目・3丁目
- 湊字
  - 鳥井崎、不動沢、葛和田、藤巻、田町、町裏山、葛和田山、不動沢山、館山、御所入、御所入山、草刈山、大門崎山、滝尻、須賀松、根上り松、伊原津、大門崎、一里塚、牧山、隠里山、筒場、長浜、鹿妻山（1番地を除く）

## 進学先中学校
- 石巻市立湊中学校[3]

## 学区内の主な施設
- 牧山市民の森
- 法山寺幼稚園
- 石巻市立湊こども園
- 石巻市立湊中学校
- 石巻湊郵便局
- 伊原津簡易郵便局

## 交通
- JR東日本石巻駅（仙石線・石巻線・仙石東北ライン）より車で5分
- ミヤコーバス湊町二丁目より徒歩3分